# Acció Ecologista - Agró
Acció Ecologista - Agró és una associació no governamental, sense ànim de lucre i ecologista, que desenvolupa les seves activitats al País Valencià, amb actuació en diverses comarques, principalment l'Horta, Morvedre, la Marina, la Ribera, la Costera, la Safor i la Plana. L'associació s'estructura en comissions sectorials: jurídica, territori, boscos, energia, residus, o educació ambiental. La mobilitat urbana en l'associació compta amb el col·lectiu València en bici.

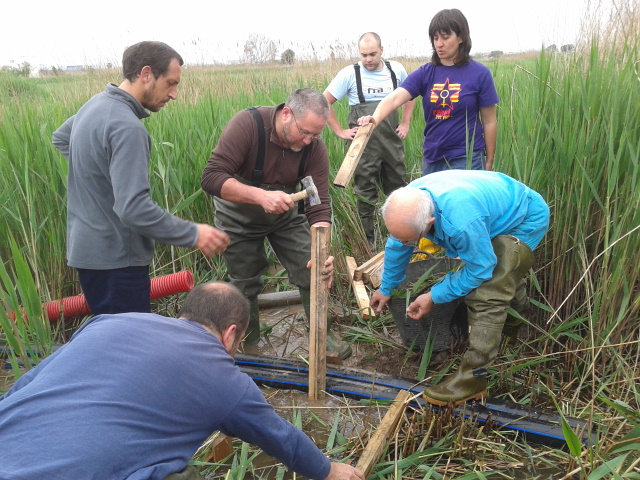
Membres d'Agró a la Marjal de Rafalell i Vistabella

Acció Ecologista es va fundar a València, l'any 1981, per socis de AVIAT, i activistes del moviment antinuclear. En 1987 es va unir amb l'associació Agró, donant lloc al nom actual. També és membre del CIDN (Consejo Ibérico para la Defensa de la Naturaleza). Acció Ecologista - Agró va iniciar accions legals en contra d'alguns aspectes del pla eòlic al País Valencià, aconseguint l'anul·lació d'un dels plans. En col·laboració amb l'ajuntament del port de Sagunt, ha organitzat visites guiades per l'ecosistema de les platges i les dunes. També ha reclamat durant anys el tancament de l'emissari de Canet, un punt negre de la costa de Morvedre. L'any 2012 va aconseguir anul·lar la inclusió de la tórtola turca en el Decret valencià d'espècies exòtiques.
Un dels aspectes de major preocupació d'aquesta associació és la defensa dels aiguamolls. Entre elles es pot citar les accions en defensa la Marjal de Pego-Oliva, aconseguint la condemna del que fou alcalde de Pego per un delicte contra els recursos naturals. També ha realitzat diverses mesures de defensa de l'Albufera de València, va recórrer i va aconseguir l'anul·lació de part del Pla Rector d'Ús i Gestió que permetia noves edificacions al Parc,va aconseguir anul·lar l'autorització per realitzar obres en el Presa del Bosquet a Moixent i l'anul·lació del PAI que afectava al Quadre de Santiago a Castelló.

## Projecte Emys
Des de l'any 2011 Acció ecologista-Agró posa en marxa el Projecte Emys, un programa de Voluntariat_ambiental centrat en la conservació de les tortugues d'estany europees, censant les poblacions i seguint-los el rastre. El treball dels voluntaris censa la població de tortugues, tant autòctones com exòtiques, i ha permés constatar la seua reproducció la Marjal de Rafalell i Vistabella on no actua el programa LIFE-Trachemys de la Conselleria d'Infraestructures, Territori i Medi Ambient per manca de mitjans humans.

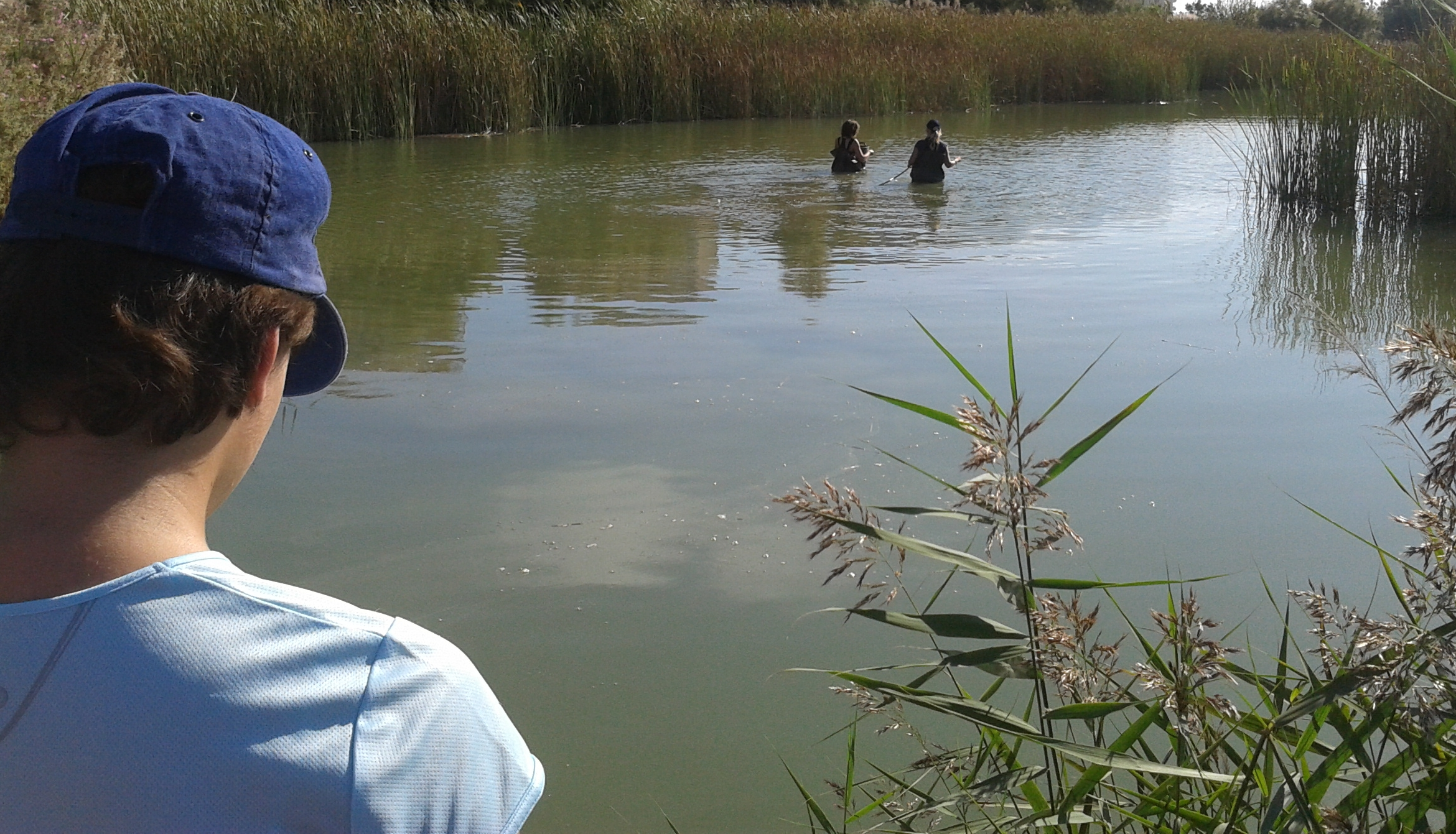
Entrant a l'estany
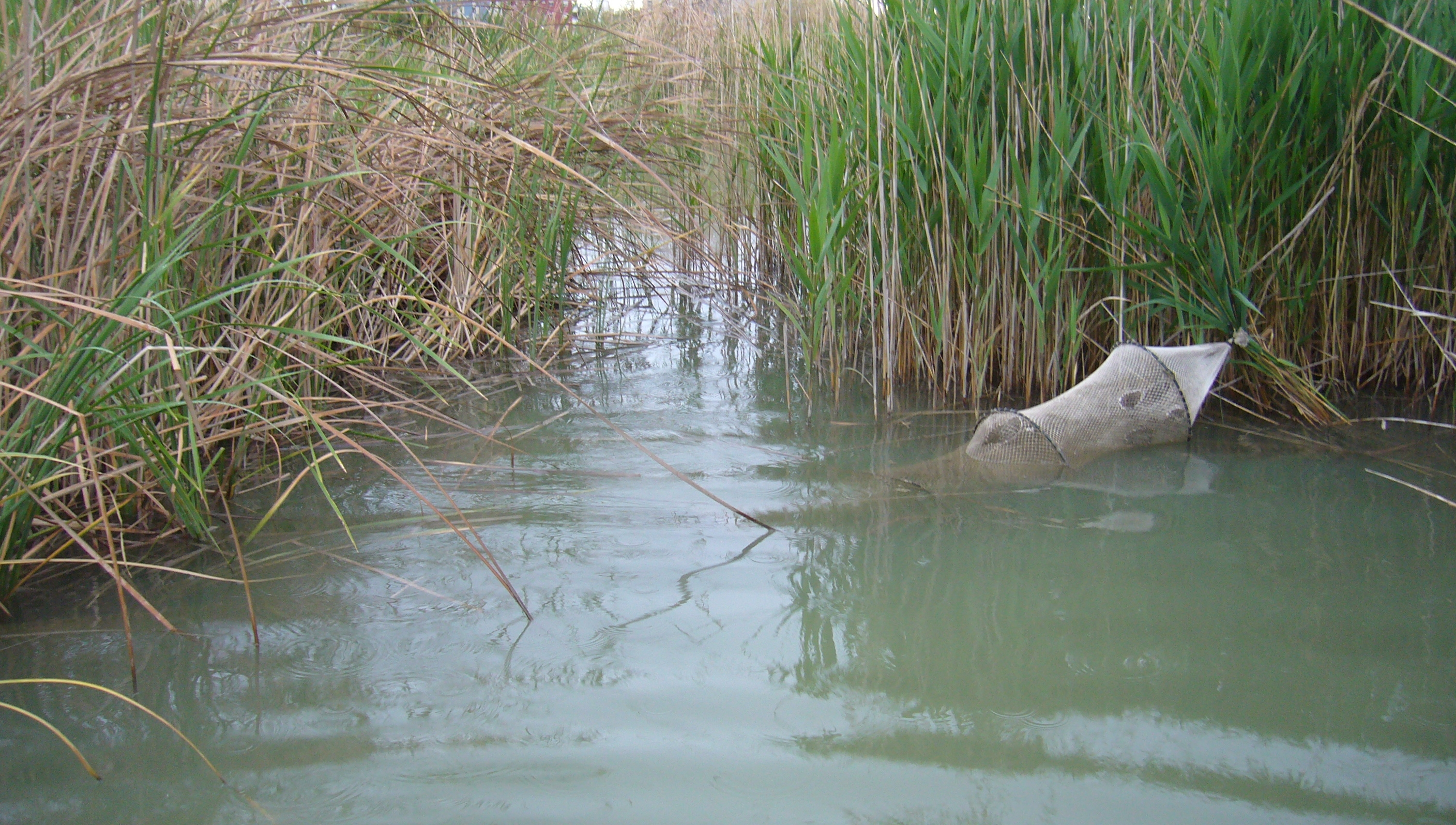
Mornell instal·lat
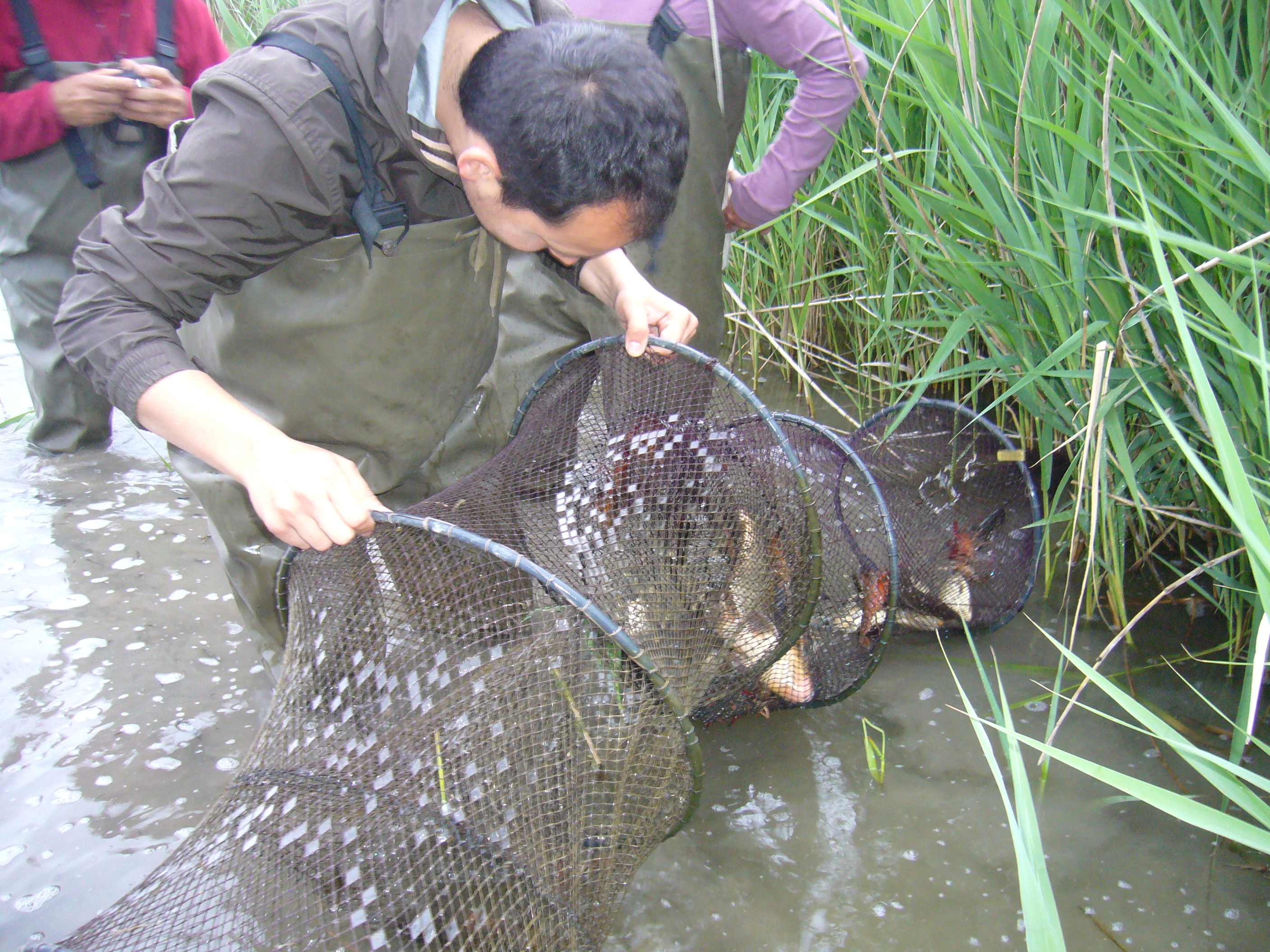
Revisant el mornell
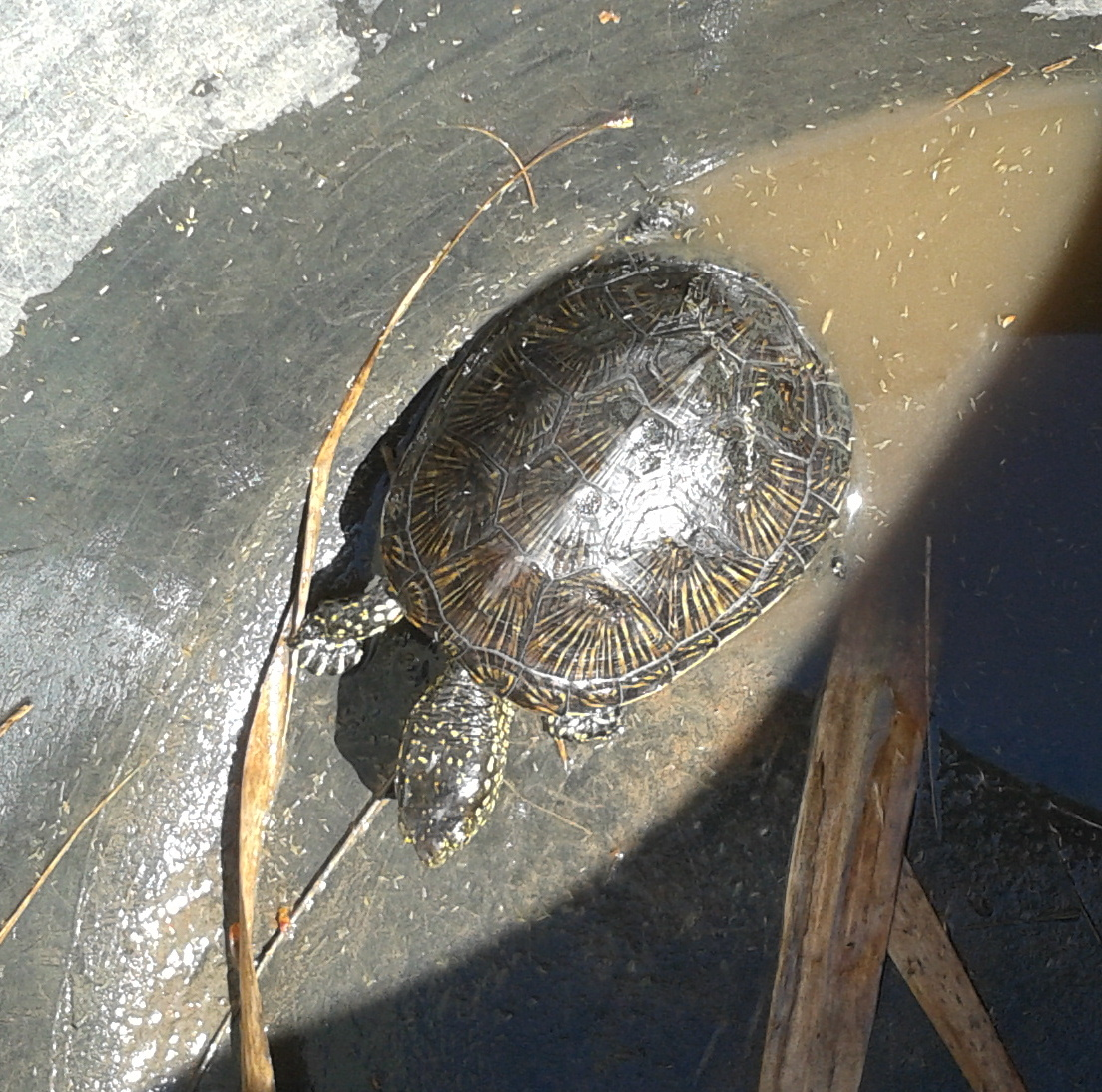
Cria d'Emys